# Laura Lynn
Laura Lynn, pseudoniem van Sabrina Tack (Ardooie, 18 juni 1976), is een Belgische zangeres uit West-Vlaanderen. Behalve in Vlaanderen, waar ze ook wel bekendstaat als de schlagerkoningin, is zij ook succesvol in Nederland en Zuid-Afrika.

## Levensloop
Laura Lynn komt uit een muzikale familie waar de voorgaande twee generaties ook al op het podium actief waren. Zij woonde deze optredens trouw bij. Ze besloot het spoor van de familie te volgen en volgde een muzikale opleiding aan de showbizzschool in Oostende. Hier ontmoette ze andere Vlaamse artiesten, zoals Christoff, Gunther Levi en Filip D'haeze (later in de band Swoop en de tv-serie Familie). Tegelijkertijd voltooide ze een opleiding tot schoonheidsspecialiste.
Haar eerste optreden in januari 2005 werd mogelijk gemaakt door Filip D'haeze. Wat daarna volgde kan een bliksemcarrière genoemd worden. Haar optredens voor VTM en de TROS droegen daar mede aan bij.
In 2011 maakte Laura bekend een relatie te hebben met Matthias Lens, ex-accordeonist van het schlagersduo The Sunsets. Ze beviel op 20 september 2012 van een dochter, waarvoor ze op haar album Dat goed gevoel ook een nummer met haar naam heeft opgenomen. Matthias Lens beëindigde de relatie in 2019. Dat bevestigden ze zelf in de Vlaamse kranten.
In 2015 maakte ze samen met Tine Embrechts en Nathalie Meskens deel uit van het gelegenheidstrio The Lynn Sisters. Ze gaven een optreden op Het Schlagerfestival en namen een album op, Soldiers of love.

## Albums

### Dromen
In de zomer van 2005 zorgde Lynn voor een terugkeer van de Vlaamse schlager in de hitparades met haar nummer Je hebt me 1000 maal belogen. Dit was een letterlijke vertaling van Du hast mich 1000 mal belogen van de Duitse zangeres Andrea Berg. Ze stond er meer dan twintig weken mee in de top tien van de Vlaamse Ultratop 50. Daarna kwam haar debuutalbum Dromen uit, waarvan meer dan 100.000 stuks werden verkocht. Hierna kwam Lynn met het zomerse Jij doet de wolken verdwijnen, dat ook de top tien wist te bereiken. In december werd er een speciale versie uitgebracht van het nummer Stille dromen. Hiervoor werkte ze samen met kinderkoor De Wielewaaltjes. Speciaal voor Nederland werd de single Casanova uitgebracht, een nummer dat geschreven werd door Pierre Kartner. In 2006 reisde ze af naar Zuid-Afrika om een speciale versie van haar debuutalbum Dromen te promoten. Voor de Zuid-Afrikaanse markt werden de liedjes aangepast en zong ze in het Nederlands, Engels en Afrikaans.

### Voor jou
In maart 2006 kwam in Vlaanderen als voorloper van haar tweede album Voor jou de single Arrivederci Hans uit. Na de verschijning van het album had ze in de zomer haar eerste nummer één-hit in Vlaanderen met Jij bent de mooiste. Drie weken stond het nummer op de eerste plaats. In december behaalde Lynn weer een hit met het nummer Rode rozen in de sneeuw, een duet met de Vlaamse zangeres Marva. Ook maakte Lynn een begin aan haar eerste theatertour Betoverd. Het was de eerste keer dat ze met een liveband een aantal theaters in Vlaanderen bezocht. Aan het begin van 2007 werd de single Vlinders in je buik uitgebracht. Op de single stond tevens een duet met haar moeder, Niemand laat zijn eigen kind alleen. In 2008 werd Vlinders in je buik in Nederland uitgebracht.

### Goud van hier
In mei 2007 kwam de single Dans je de hele nacht met mij? uit, een cover van Karin Kent. Het nummer belandde op de eerste plaats. Voor haar derde cd Goud van hier ging Lynn samen met haar platenmaatschappij en gelegenheidsproducer Patrick Hamilton op zoek naar vergeten 'gouden' pareltjes uit de muziekindustrie. In augustus 2007 kwam de single Hasta la vista mañana uit, een cover van Cindy Nelson.

### Duetten
Aan het eind van 2007 nam Lynn een duet op met Frans Bauer: Kom dans met mij. De single wist de top van de Vlaamse hitlijsten te bereiken. Door het succes besloten Lynn en Bauer om samen een heel album op te nemen, Duetten. Van dit album kwamen ook nog de nummers Al duurt de nacht tot morgenvroeg en Als ik de lichtjes in jouw ogen zie op single uit. Al duurt de nacht tot morgenvroeg bereikte ook de eerste plaats.

### In vuur en vlam
In januari 2009 trad Lynn op in de Vlaamse Lotto Arena, met de show Vegas. Speciaal daarvoor werd de single Las Vegas uitgebracht. In maart verscheen vervolgens Oh wat een dag!, de eerste single van haar vijfde album In vuur en vlam. De single bereikte de eerste plaats in de Vlaamse top 10 en werd in juni opgevolgd door de single In vuur en vlam.

### Eindeloos
Aan het begin van 2010 deed Lynn mee aan het programma Sterren op de dansvloer. Gelijktijdig kwam de single We dansen de Zumba uit. In de zomer verzorgde Lynn het Gordellied, Fietsen, lopen, stappen, speciaal voor De Gordel van 2010. In het najaar verscheen de single Met jou samen leven, net als het album Eindeloos. Van dat album verschenen later ook nog de singles Wat heb jij met mij gedaan? en Naar de kermis (een duet met De Romeo's). Deze singles kwamen allebei op de eerste plaats in de Vlaamse top 10. Het albumnummer Duizend keer van BZN werd door Lynn als 1000 Keer uitgebracht. Zij bereikte in België de tweede positie in de Vlaamse Ultratop 50 met dit nummer.

### Dat goed gevoel
In de zomer van 2012 kwam als voorbode op het nieuwe album Dat goed gevoel de single Maar met Vlaamse meisjes uit, een cover van Rita Deneve. Ook Parapapa en Wij vieren feest verschenen als single. Met haar single Parapapa haalde Laura Lynn de eerste plaats in de Vlaamse Top 10 van MENT TV. Daarna kwam ze met Hup faldera als nieuwe single, maar die was minder succesvol.

### Jij en ik
Op 4 november 2013 werd de single Blijf in m'n armen vannacht voorgesteld. In 2014 volgden ook nog singles als Jij en ik, We feesten heel de nacht en Dans. Het lied Jij en ik is een cover van Atemlos durch die Nacht van Helene Fischer, dat in Duitsland en Oostenrijk op nummer 1 heeft gestaan. Tevens zong Lynn een duet samen met Luc Steeno, getiteld Diep in je ogen. In oktober 2014 kwam haar achtste album Jij en ik uit. Hiervan kwam in het voorjaar van 2015 een jubileumeditie uit ter gelegenheid van haar 10-jarig artiestenjubileum. Deze limited edition bevat een bonus-DVD met 10 videoclips. In juni 2015 kreeg zij een gouden plaat voor dit album.

### Een nieuwe dag
In juni 2016 stelde Lynn tijdens een boottocht door Amsterdam haar nieuwe album Een nieuwe dag voor. Op dit album sloeg Lynn een andere richting in met minder schlagers en meer popliedjes. Er staan diverse covers op van bekende Nederlandstalige liedjes, zoals Het is een nacht, Vreemde vogels en Dokter Bernhard (dat ze opnam met Kürt Rogiers). Ook bevat het album drie covers van Nederlandse songfestivalinzendingen: De eerste keer, Rechtop in de wind en Alles heeft ritme. De twee laatstgenoemde liedjes bracht Lynn op single uit. Daarna volgden nog de singles M'n dromen achterna en 100.000 vragen, een duet met Guillaume Devos.
In februari 2017 verscheen de single Kalispera Griekenland, een duet met Lindsay.

### Country
In de zomer van 2018 bracht Lynn het album Country uit, waarop zij een kruising maakt tussen schlagers en countrymuziek. Het album kwam in Vlaanderen direct binnen op nummer 1 en werd zo haar eerste nummer 1-album in tien jaar tijd. Anderhalf jaar later, in maart 2020, verscheen een tweede deel: Country 2.

## Discografie

### Albums
| Album met eventuele hitnotering(en) in de Nederlandse Album Top 100 | Datum van verschijnen | Datum van binnenkomst | Hoogste positie | Aantal weken | Opmerkingen |
| ------------------------------------------------------------------- | --------------------- | --------------------- | --------------- | ------------ | ----------- |
| Dromen                                                              | 2006                  | 04-02-2006            | 23              | 15           |             |
| Voor jou                                                            | 2006                  | 27-05-2006            | 92              | 1            |             |

| Album met hitnotering(en) in de Vlaamse Ultratop 200 albums | Datum van verschijnen | Datum van binnenkomst | Hoogste positie | Aantal weken | Opmerkingen                     |
| ----------------------------------------------------------- | --------------------- | --------------------- | --------------- | ------------ | ------------------------------- |
| Dromen                                                      | 2005                  | 16-07-2005            | 1(13wk)         | 68           | 3× platina                      |
| Voor jou                                                    | 2006                  | 13-05-2006            | 1(6wk)          | 59           | Platina                         |
| Goud (van hier)                                             | 2007                  | 23-06-2007            | 1(2wk)          | 35           | Platina                         |
| Duetten                                                     | 2008                  | 03-05-2008            | 1(4wk)          | 26           | met Frans Bauer / 2× platina    |
| In vuur en vlam                                             | 2009                  | 09-05-2009            | 7               | 20           |                                 |
| Eindeloos                                                   | 29-10-2010            | 06-11-2010            | 4               | 15           |                                 |
| Back to back                                                | 06-05-2011            | 14-05-2011            | 10              | 16           | met Frans Bauer / verzamelalbum |
| Dat goed gevoel                                             | 10-2012               | 13-10-2012            | 6               | 21           |                                 |
| Jij en ik                                                   | 10-10-2014            | 18-10-2014            | 8               | 45           | Goud                            |
| Soldiers of love                                            | 2015                  | 14-03-2015            | 10              | 14           | als deel van The Lynn Sisters   |
| Een nieuwe dag                                              | 28-05-2016            | 04-06-2016            | 2               | 21           |                                 |
| Country                                                     | 24-08-2018            | 01-09-2018            | 1(1wk)          | 19           |                                 |
| Country 2                                                   | 13-03-2020            | 21-03-2020            | 11              | 28           |                                 |

### Singles
| Single met eventuele hitnotering(en) in de Nederlandse Top 40 | Datum van verschijnen | Datum van binnenkomst | Hoogste positie | Aantal weken | Opmerkingen                                   |
| ------------------------------------------------------------- | --------------------- | --------------------- | --------------- | ------------ | --------------------------------------------- |
| Je hebt me 1000 maal belogen                                  | 2006                  | 04-02-2006            | tip8            | -            | Nr. 24 in de Single Top 100                   |
| Casanova                                                      | 2006                  | -                     |                 |              | Nr. 37 in de Single Top 100                   |
| Al duurt de nacht tot morgenvroeg                             | 2008                  | 19-04-2008            | tip2            | -            | met Frans Bauer / Nr. 21 in de Single Top 100 |

| Single met hitnotering(en) in de Vlaamse Ultratop 50 | Datum van verschijnen | Datum van binnenkomst | Hoogste positie | Aantal weken | Opmerkingen                                                                              |
| ---------------------------------------------------- | --------------------- | --------------------- | --------------- | ------------ | ---------------------------------------------------------------------------------------- |
| Je hebt me 1000 maal belogen                         | 2005                  | 09-04-2005            | 2               | 26           | Nr. 6 in de Radio 2 Top 30 Nr. 1 in de Vlaamse Top 10 Goud                               |
| Jij doet de wolken verdwijnen                        | 2005                  | 06-08-2005            | 10              | 10           | Nr. 13 in de Radio 2 Top 30 Nr. 3 in de Vlaamse Top 10                                   |
| Stille dromen                                        | 2005                  | 10-12-2005            | 15              | 9            | met Kinderkoor de Wielewaaltjes / Nr. 28 in de Radio 2 Top 30 Nr. 2 in de Vlaamse Top 10 |
| Arrivederci Hans                                     | 2006                  | 25-03-2006            | 5               | 15           | Nr. 21 in de Radio 2 Top 30 Nr. 1 in de Vlaamse Top 10                                   |
| Jij bent de mooiste                                  | 2006                  | 01-07-2006            | 1(3wk)          | 13           | Nr. 5 in de Radio 2 Top 30 Nr. 1 in de Vlaamse Top 10                                    |
| Rode rozen in de sneeuw                              | 2006                  | 02-12-2006            | 5               | 11           | met Marva / Nr. 3 in de Radio 2 Top 30 Nr. 3 in de Vlaamse Top 10                        |
| Vlinders in je buik                                  | 2007                  | 10-03-2007            | 2               | 8            | Nr. 28 in de Radio 2 Top 30 Nr. 2 in de Vlaamse Top 10                                   |
| Dans je de hele nacht met mij?                       | 2007                  | 09-06-2007            | 1(1wk)          | 11           | Nr. 1 in de Vlaamse Top 10                                                               |
| Hasta la vista mañana                                | 2007                  | 25-08-2007            | 6               | 5            | Nr. 2 in de Vlaamse Top 10                                                               |
| Kom dans met mij                                     | 2007                  | 10-11-2007            | 1(4wk)          | 15           | met Frans Bauer Nr. 1 in de Vlaamse Top 10 Goud                                          |
| Al duurt de nacht tot morgenvroeg                    | 2008                  | 05-04-2008            | 1(1wk)          | 10           | met Frans Bauer Nr. 1 in de Vlaamse Top 10                                               |
| Als ik de lichtjes in jouw ogen zie                  | 20-06-2008            | 02-08-2008            | 3               | 6            | met Frans Bauer Nr. 1 in de Vlaamse Top 10                                               |
| Las Vegas                                            | 12-12-2008            | 27-12-2008            | 11              | 6            | Nr. 1 in de Vlaamse Top 10                                                               |
| Oh wat een dag!                                      | 16-03-2009            | 18-04-2009            | 11              | 4            | Nr. 1 in de Vlaamse Top 10                                                               |
| In vuur en vlam                                      | 19-06-2009            | 11-07-2009            | 25              | 4            | Nr. 1 in de Vlaamse Top 10                                                               |
| We dansen de Zumba / Als liefde vleugels had         | 2010                  | 06-03-2010            | 6               | 4            | Nr. 1 in de Vlaamse Top 10                                                               |
| Met jou samen leven                                  | 2010                  | 25-09-2010            | 12              | 4            | Nr. 2 in de Vlaamse Top 10                                                               |
| Wat heb jij met mij gedaan?                          | 05-11-2010            | 27-11-2010            | 15              | 5            | Nr. 18 in de Radio 2 Top 30 Nr. 1 in de Vlaamse Top 10                                   |
| Naar de kermis!                                      | 11-02-2011            | 26-02-2011            | 11              | 6            | met De Romeo's / Nr. 16 in de Radio 2 Top 30 Nr. 1 in de Vlaamse Top 10                  |
| De kusjesdans                                        | 04-11-2011            | 19-11-2011            | 25              | 5            | met Matthias Lens / Nr. 1 in de Vlaamse Top 10                                           |
| Maar met Vlaamse meisjes                             | 2012                  | 28-07-2012            | 35              | 2            | Nr. 2 in de Vlaamse Top 10                                                               |
| Parapapa                                             | 2012                  | 29-09-2012            | 44              | 3            | Nr. 2 in de Vlaamse Top 10                                                               |
| Wij vieren feest!                                    | 2012                  | 08-12-2012            | tip12           | -            | Nr. 7 in de Vlaamse Top 10                                                               |
| Hup faldera                                          | 2013                  | 19-01-2013            | tip63           | -            | Nr. 3 in de Vlaamse Top 10                                                               |
| Blijf in m'n armen vannacht                          | 04-11-2013            | 08-11-2013            | tip10           | -            | Nr. 2 in de Vlaamse Top 10                                                               |
| Jij en ik                                            | 17-03-2014            | 21-03-2014            | tip10           | -            | Nr. 1 in de Vlaamse Top 10                                                               |
| Diep in je ogen                                      | 27-05-2014            | 29-05-2014            | tip7            | -            | met Luc Steeno / Nr. 1 in de Vlaamse Top 10                                              |
| We feesten heel de nacht                             | 22-09-2014            | 27-09-2014            | tip7            | -            | Nr. 3 in de Vlaamse Top 50                                                               |
| Dans                                                 | 2014                  | 22-11-2014            | tip10           | -            | Nr. 6 in de Vlaamse Top 50                                                               |
| Soldiers of love                                     | 2015                  | 21-02-2015            | tip37           | -            | als deel van The Lynn Sisters / Nr. 16 in de Vlaamse Top 50                              |
| Vuurwerk                                             | 2015                  | 25-04-2015            | tip31           | -            | Nr. 21 in de Vlaamse Top 50                                                              |
| Dat gevoel                                           | 2015                  | 01-08-2015            | tip44           | -            | Nr. 25 in de Vlaamse Top 50                                                              |
| Rechtop in de wind                                   | 2016                  | 19-03-2016            | tip17           | -            | Nr. 8 in de Vlaamse Top 50                                                               |
| Alles heeft ritme                                    | 2016                  | 11-06-2016            | tip23           | -            | Nr. 14 in de Vlaamse Top 50                                                              |
| M'n dromen achterna                                  | 2016                  | 10-09-2016            | tip2            | -            | Nr. 5 in de Vlaamse Top 50                                                               |
| 100.000 vragen                                       | 2016                  | 26-11-2016            | tip7            | -            | met Guillaume Devos / Nr. 9 in de Vlaamse Top 50                                         |
| Kalispera Griekenland                                | 2017                  | 18-02-2017            | tip24           | -            | met Lindsay / Nr. 14 in de Vlaamse Top 50                                                |
| Hemelsblauwe ogen                                    | 2017                  | 03-06-2017            | tip46           | -            | Nr. 27 in de Vlaamse Top 50                                                              |
| Ik trek het me niet aan                              | 2018                  | 07-04-2018            | tip32           | -            | Nr. 13 in de Vlaamse Top 50                                                              |
| Laat je hart slaan                                   | 2018                  | 11-08-2018            | tip15           | -            | Nr. 6 in de Vlaamse Top 50                                                               |
| Wij dansen door de nacht                             | 2018                  | 03-11-2018            | tip38           | -            | Nr. 20 in de Vlaamse Top 50                                                              |
| Met mijn ogen dicht                                  | 2018                  | 19-01-2019            | tip             | -            | Nr. 21 in de Vlaamse Top 50                                                              |
| Leven voor twee                                      | 2019                  | 13-07-2019            | tip             | -            | Nr. 20 in de Vlaamse Top 50                                                              |
| Leef je droom                                        | 2020                  | 25-01-2020            | tip14           | -            | Nr. 7 in de Vlaamse Top 50                                                               |
| Als je maar danst                                    | 2020                  | 02-05-2020            | tip26           | -            | Nr. 16 in de Vlaamse Top 50                                                              |
| Jackson                                              | 2020                  | 12-09-2020            | tip             | -            | met Robby Longo / Nr. 31 in de Vlaamse Top 50                                            |
| Je hebt me 1000 maal belogen (Nieuwe versie)         | 2020                  | 24-10-2020            | tip             | -            | Nr. 36 in de Vlaamse Top 50                                                              |
| Country girl                                         | 2021                  | 30-01-2021            | tip             | -            | Nr. 29 in de Vlaamse Top 50                                                              |
| Heen & Weer                                          | 2023                  |                       |                 |              |                                                                                          |
| Van Bij Het Begin                                    | 2024                  |                       |                 |              | met Dean                                                                                 |

### Onderscheidingen
- 2005: Gouden plaat voor haar single Je hebt me 1000 maal belogen
- 2005: Gouden plaat voor haar album Dromen
- 2005: Platina plaat voor haar album Dromen
- 2005: 2× platina plaat voor haar album Dromen
- 2005: 3× platina plaat voor haar album Dromen
- 2006: Tien Om Te Zien Award
- 2006: Gouden plaat voor haar album Voor jou
- 2006: Platina plaat voor haar album Voor jou
- 2007: Gouden plaat voor haar single Kom dans met mij
- 2007: Gouden plaat voor haar album Goud van hier
- 2007: Platina plaat voor haar album Goud van hier
- 2008: Gouden plaat voor haar album Duetten
- 2008: Platina plaat voor haar album Duetten
- 2008: 2× platina plaat voor haar album Duetten
- 2015: Gouden plaat voor haar album Jij en ik